# L'Apparition de la Vierge à saint Luc et à sainte Catherine
L'Apparition de la Vierge à saint Luc et à sainte Catherine est un tableau réalisé en 1592 par le peintre italien Annibale Carracci. D'un format vertical à la partie supérieure cintrée, cette huile sur toile est une Madone qui figure Marie et l'Enfant Jésus sur des nuées côtoyés par les quatre évangélistes et d'angelots dans le registre céleste et apparaissant à Luc l'Évangéliste et Catherine d'Alexandrie dans le registre terrestre figurant au premier plan. Ce qui fait donc deux citations picturales de saint Luc accompagné de son attribut, l'animal ailé du tétramorphe (le taureau), en haut tenant le Livre, en bas accompagné de sa palette et de ses pinceaux.
L'œuvre est signée et datée sur le piédestal en bas à droite  : ANNIBAL CARACTIUS F.MDXCII.
Commandée en 1589 pour une chapelle de la cathédrale de Reggio d'Émilie, l'œuvre est prélevée par les troupes françaises de la galerie ducale de Modène en 1786, puis transférée et conservée depuis 1797 au musée du Louvre, à Paris, en France.